# Лугіна Ольга
Ольга Лугіна (нар. 8 січня 1974) — колишня українська міжнародна тенісистка.   Вона брала участь у Кубку ФРС кілька разів, з 1993 р. до 1995 р. 
Лугіна виграла два титули в парному розряді в турі WTA. За свою кар'єру вона також виграла один одиночний та десять парних титулів у турі ITF. 27 квітня 1998 року вона досягла свого найкращого рейтингу №96 в одиночному розряді. 31 жовтня 1994 року вона досягла найвищого у світовому рейтингу №45 у парному розряді.
Завершила тенісну кар'єру Лугіна 1999 року.

## Фінали кар’єри WTA

### Парний розряд: 3 (2–1)
| Легенда                       |
| ----------------------------- |
| Турніри Великого шолома (0–0) |
| Чемпіонати WTA (0–0)          |
| Рівень I (0–0)                |
| Рівень II (0–0)               |
| Рівень III (2–0)              |
| Рівень IV (0–1)               |
| Рівень V (0–0)                |

| Результат   | №  | Дата                 | Турнір          | Поверхня | Партнер          | Суперники                       | Рахунок       |
| ----------- | -- | -------------------- | --------------- | -------- | ---------------- | ------------------------------- | ------------- |
| Переможець  | 1. | 22 вересня 1996 року | Варшава, Польща | Глина    | Олена Пампулова  | Олександра Фусай Лора Гарроне   | 1–6, 6–4, 7–5 |
| Переможець  | 2. | 19 липня 1998 року   | Варшава, Польща | Глина    | Карина Хабшудова | Лізель Горн Карін Кшвендт       | 7–6, 7–5      |
| Друге місце | 1. | 11 липня 1999 р      | Перчах, Австрія | Глина    | Лора Монтальво   | Сільвія Фаріна Карина Хабшудова | 4–6, 4–6      |

## Фінал ITF Circuit

### Одиночні: 5 (1–4)
| Легенда         |
| --------------- |
| Турнір $100 000 |
| Турнір $75 000  |
| Турнір $50 000  |
| Турнір $25 000  |
| Турнір $10 000  |

| Результат   | №  | Дата                 | Турнір             | Поверхня  | Суперник          | Рахунок       |
| ----------- | -- | -------------------- | ------------------ | --------- | ----------------- | ------------- |
| Друге місце | 1. | 17 вересня 1990 року | Супетар, Югославія | Глина     | Івона Горват      | 1–6, 5–7      |
| Переможець  | 2. | 25 серпня 1991 року  | Коксейде, Бельгія  | Глина     | Емі ван Бюрен     | 6–4, 5–7, 6–1 |
| Друге місце | 3. | 1 лютого 1992 року   | Дандерид, Швеція   | Килим (i) | Джіндра Габрісова | 4–6, 6–7      |
| Друге місце | 4. | 17 серпня 1992 року  | Коксейде, Бельгія  | Глина     | Лоуренс Куртуа    | 3–6, 6–3, 3–6 |
| Друге місце | 5. | 23 жовтня 1995 р     | Лейкленд, США      | Хард      | Сандра Качіч      | 5–7, 3–6      |

### Парний розряд: 17 (10–7)
| Легенда         |
| --------------- |
| Турнір $100 000 |
| Турнір $75 000  |
| Турнір $50 000  |
| Турнір $25 000  |
| Турнір $10 000  |

| Результат   | No. | Дата                 | Турнір                  | Поверхня  | Партнер             | Суперники                               | Рахунок                 |
| ----------- | --- | -------------------- | ----------------------- | --------- | ------------------- | --------------------------------------- | ----------------------- |
| Переможець  | 1.  | 29 липня 1991 р.     | Ла-Корунья, Іспанія     | Глина     | Неллі Баркан        | Ханнеке Кетелаарс Хрістіна Захаріду     | 7–6(7–4), 6–3           |
| Друге місце | 2.  | 25 серпня 1991 р.    | Коксійде, Бельгія       | Глина     | Неллі Баркан        | Лоранс Куртуа Нансі Фебер               | 6–4, 0–6, 4–6           |
| Переможець  | 3.  | 14 жовтня 1991 р.    | Бурдорф, Швейцарія      | Килим     | Неллі Баркан        | Мішель Штребель Наталі Цчан             | 6–4, 1–6, 6–4           |
| Друге місце | 4.  | 19 січня 1992 р.     | Бамберг, Німеччина      | Килим (i) | Маркета Штучкова    | Олена Лиховцева Доріен Вамелінк         | 6–4, 1–6, 2–6           |
| Друге місце | 5.  | 1 лютого 1992 р.     | Дандерид, Швеція        | Килим (i) | Катрін де Крамер    | Лоранс Куртуа Нансі Фебер               | 6–7(0–7), 3–6           |
| Переможець  | 6.  | 25 травня 1992 р.    | Путіньяно, Італія       | Хард      | Олена Макарова      | Аїда Халатян Каріна Курегян             | 6–2, 6–4                |
| Друге місце | 7.  | 24 березня 1993 р.   | Реймс, Франція          | Глина     | Комлева Світлана    | Марція Гроссі Ріта Гранде               | 4–6, 4–6                |
| Переможець  | 8.  | 9 серпня 1993 р.     | Ребек, Бельгія          | Глина     | Неллі Баркан        | Маріана Діас-Оліва Валентіна Соларі     | 6–1, 7–6(7–1)           |
| Переможець  | 9.  | 6 вересня 1993 р.    | Сполето, Італія         | Глина     | Ларісса Шерер       | Сусанна Аттілі Елена Савольді           | 7–5, 7–6(5)             |
| Переможець  | 10. | 31 жовтня 1993 р.    | Пуатьє, Франція         | Хард      | Елена Пампулова     | Ельс Калленс Нансі Фебер                | 6–4, 3–6, 6–3           |
| Друге місце | 11. | 29 листопада 1993 р. | Рамат-га-Шарон, Ізраїль | Хард      | Ангела Керек        | Єгорова Наталія Пархоменко Світлана     | 2–6, 3–6                |
| Друге місце | 12. | 04 березня 1996 р.   | Простейов, Чехія        | Хард (i)  | Светлана Кривенчева | Деніса Хладкова Гелена Вілдова          | 6–7(5–7), 6–4, 5–7      |
| Переможець  | 13. | 14 липня 1996 р.     | Стамбул, Туреччина      | Хард      | Тіна Кріжан         | Лаура Гарроне Флора Перфетті            | 6–4, 6–2                |
| Переможець  | 14. | 24 лютого 1997 р.    | Буші, Велика Британія   | Килим (i) | Клер Вуд            | Кірстін Фрає Олена Татаркова            | 7–6(8–6), 6–7(6–8), 6–1 |
| Переможець  | 15. | 28 липня 1997 р.     | Макарська, Хорватія     | Глина     | Елена Пампулова     | Марія Головизніна Євгенія Куликовська   | 5–7, 7–5, 7–5           |
| Друге місце | 16. | 26 квітня 1998 р.    | Простейов, Чехія        | Глина     | Елена Пампулова     | Ленка Ценкова Катержина Крупова-Шишкова | 4–6, 6–4, 4–6           |
| Переможець  | 17. | 1 листопада 1998 р.  | Пуатьє, Франція         | Хард (i)  | Олена Макарова      | Габріела Кучерова Радка Пеліканова      | 6–0, 6–1                |